# Rhogeessa
Rhogeessa es un género de murciélagos que pertenecen a la familia Vespertilionidae. Agrupa a 10 especies nativas de América.

## Especies
Se reconocen las siguientes especies:
- Subgénero Baeodon
  - Rhogeessa alleni
- Subgénero Rhogeessa
  - Rhogeessa aeneus
  - Rhogeessa genowaysi
  - Rhogeessa gracilis
  - Rhogeessa hussoni
  - Rhogeessa io
  - Rhogeessa minutilla
  - Rhogeessa mira
  - Rhogeessa parvula
  - Rhogeessa tumida